# Kärdla
Kärdla (en allemand Kertell, en suédois Kärrdal) est une ville située sur l'île de Hiiumaa, préfecture du comté de Hiiu et chef-lieu de la commune de Hiiumaa, en Estonie.

## Géographie
La ville est située sur la côte nord-est de la deuxième plus grande île estonienne de Hiiumaa, au bord de la mer Baltique dans la baie de Tareste à 120 km au sud-ouest de Tallinn.
Au sud-est de la ville se trouve le  cratère de Kärdla (en), vraisemblablement laissé par la météorite Kärdla.

## Histoire
En bordure de la mer Baltique, le long de la côte orientale de l'île d'Hiiumaa, Kärdla s'est développée pendant la première moitié du XIXe siècle grâce à une industrie textile installée en 1830.
Jusqu'en 2013, Kärdla était aussi une commune urbaine ; sa fusion avec l'ancienne commune de Kõrgessaare a donné naissance à celle de Hiuu. En octobre 2017, une réforme administrative a réuni l'ensemble des communes du comté de Hiiu en une seule, appelée Hiiumaa, dont Kärdla est le chef-lieu.

## Démographie
En 2018, la population s'élevait à 3 287 habitants.
| 1881  | 1897  | 1922  | 1934  | 1939  |
| ----- | ----- | ----- | ----- | ----- |
| 1 516 | 1 721 | 1 580 | 1 454 | 1 524 |

| 1959  | 1970  | 1979  | 1989  | 2000  |
| ----- | ----- | ----- | ----- | ----- |
| 2 688 | 2 969 | 3 426 | 4 139 | 3 773 |

| 2010  | 2011  | 2017  | 2020  | - |
| ----- | ----- | ----- | ----- | - |
| 3 634 | 3 050 | 3 295 | 3 183 | - |

## Transports
La ville est desservie par un petit aérodrome qui se trouve à environ 4 km du centre urbain.

## Galerie

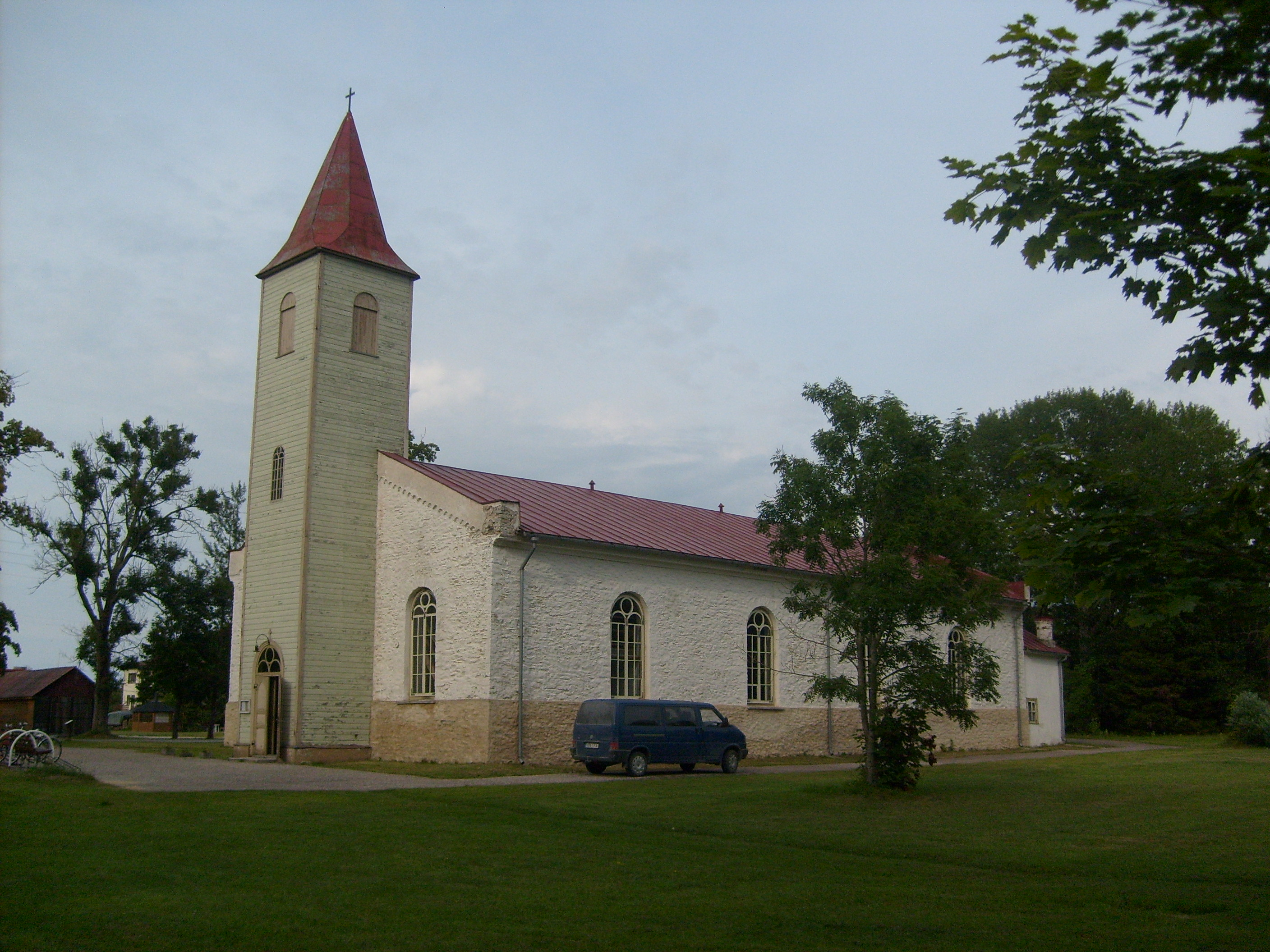
L'église de Kärdla,
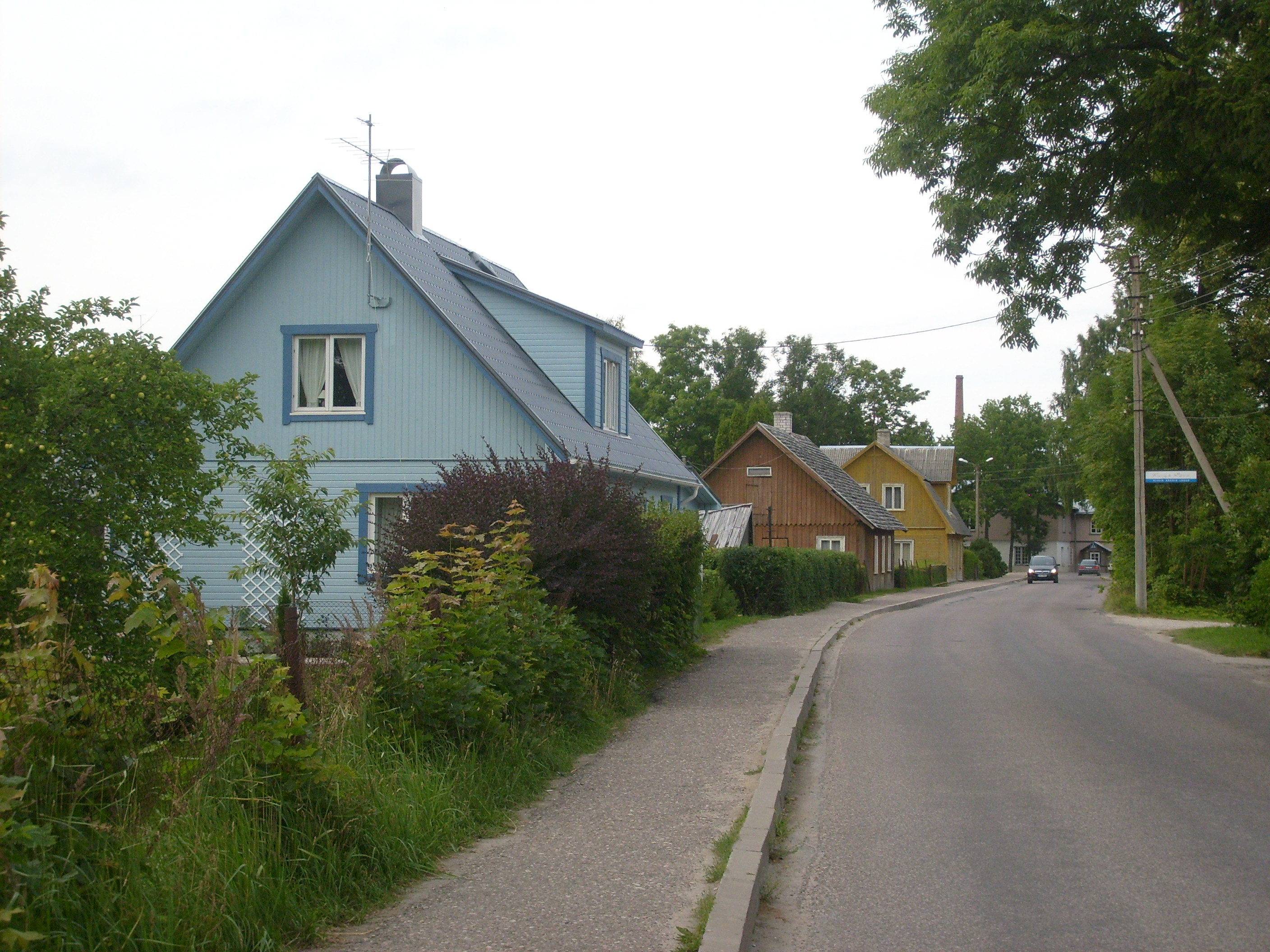
Rue de Kärdla,
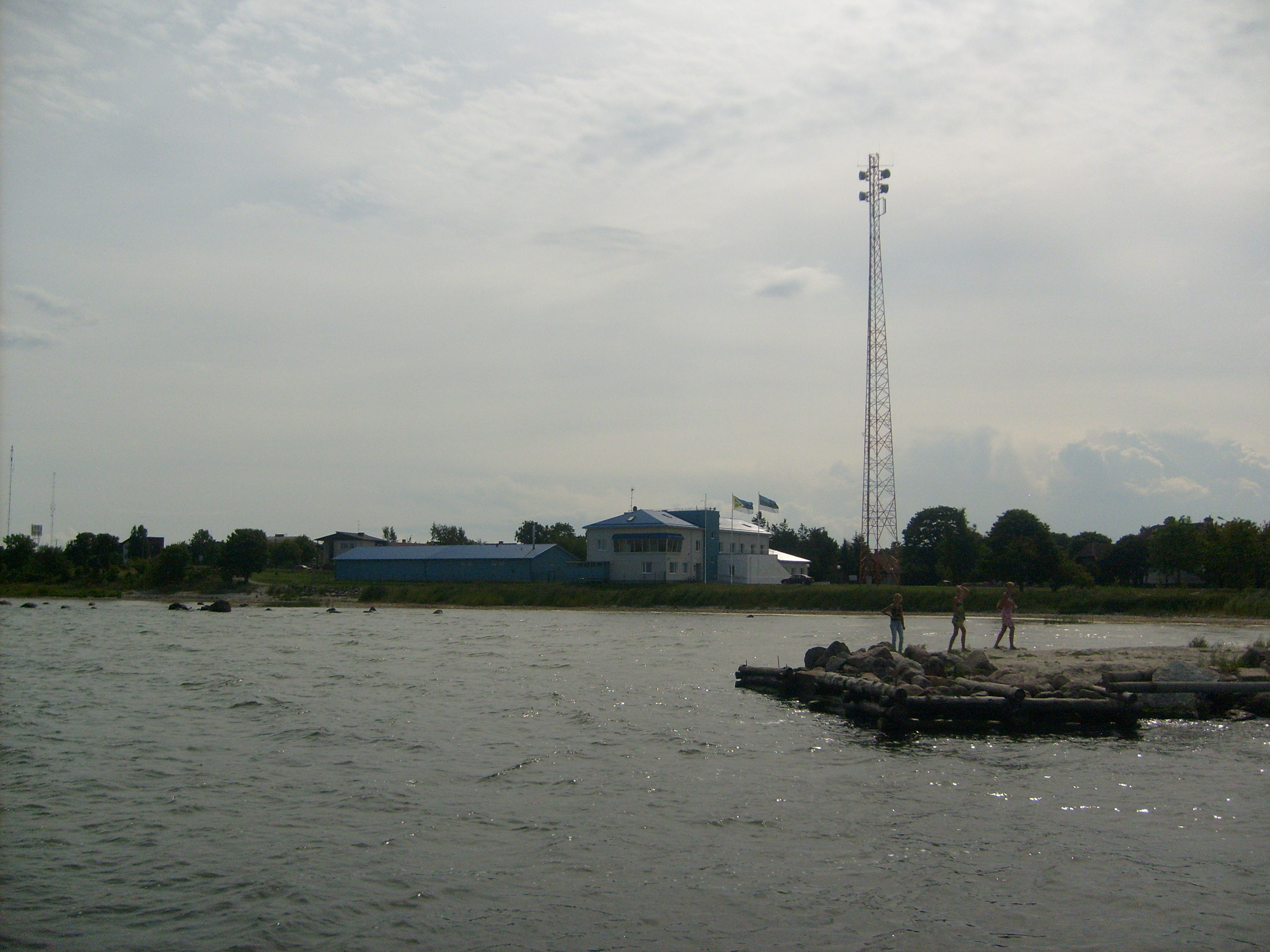
le port de Kärdla,
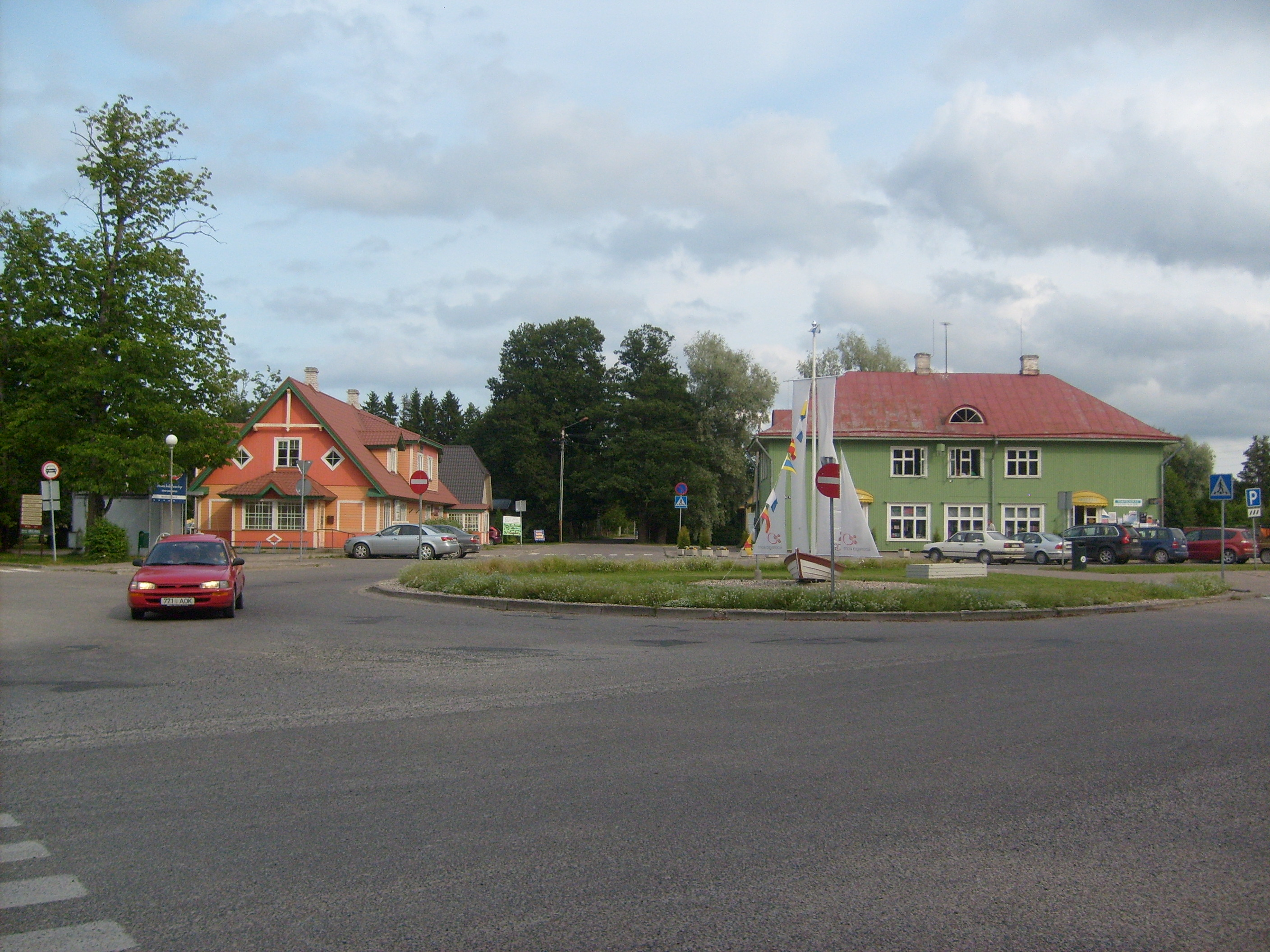
Le centre-ville.
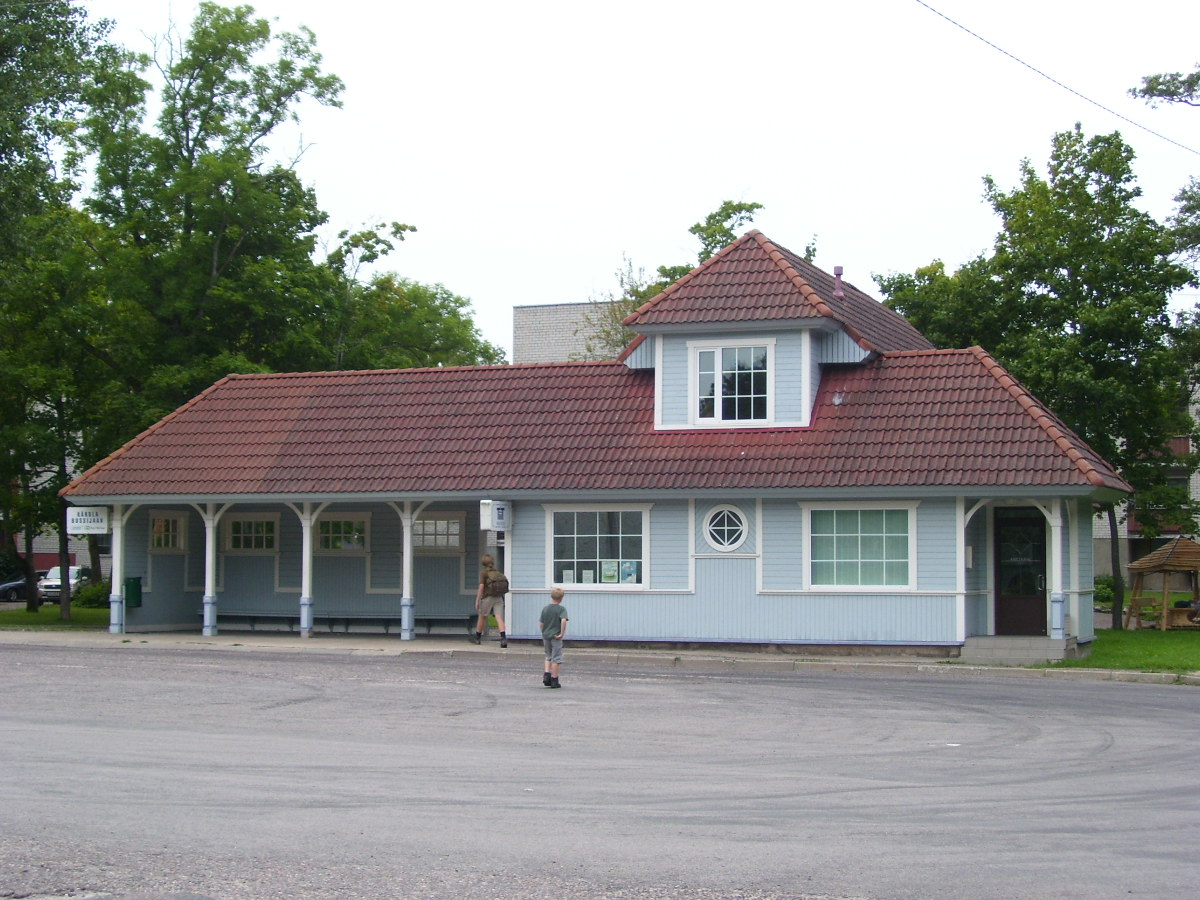
Gare routière.